# Catherine Frot

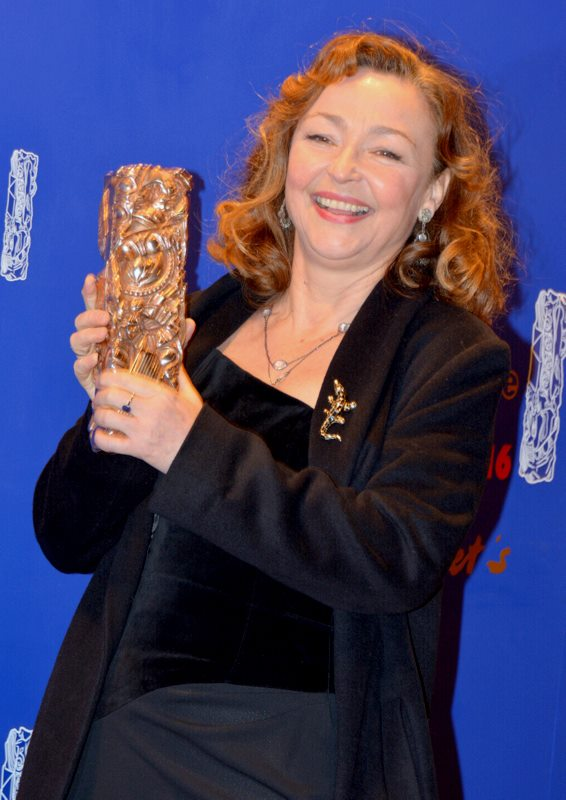
Frot wraz z Cezarem dla najlepszej aktorki za rolę w filmie Niesamowita Marguerite, 2016

Catherine Frot (ur. 1 maja 1956 w Paryżu) – francuska aktorka teatralna i filmowa.

## Życiorys
Ojciec aktorki był inżynierem a matka nauczycielką matematyki. Aktorka od najmłodszych lat przejawiała zdolność ekspresji oraz talent komiczny. Mając 14 lat, nie przerywając nauki w szkole uczęszczała do konserwatorium w Wersalu. W 1974 roku, kontynuując równocześnie naukę w konserwatorium, rozpoczęła naukę w École nationale supérieure des arts et techniques du théâtre zwanej też Rue Blanche. W 1975 zadebiutowała na Festiwalu Teatralnym w Awinionie. Dało to początek jej karierze scenicznej. Grała w Niebezpiecznych związkach, Wiśnowym sadzie, Mewie, sztuce Ibsena John Gabriel Borkman. W 1983 otrzymała nagrodę krytyki teatralnej Prix de la Critique théâtrale.
Wielokrotnie nominowana do Cezara otrzymała go dwukrotnie: za rolę drugoplanową w filmie W rodzinnym sosie (1996) Cédrika Klapischa oraz za rolę pierwszoplanową w obrazie Niesamowita Marguerite (2015) Xaviera Giannoli. W 1999 na MFF w Moskwie otrzymała nagrodę za najlepszą rolę kobiecą zagraną w filmie Dyletantka Pascala Thomasa.

## Filmografia
Filmy fabularne
- 2017: La Sage femme jako Claire
- 2015: Niesamowita Marguerite (Marguerite) jako Marguerite Dumont
- 2012: Niebo w gębie (Les Saveurs du Palais) jako Hortense Laborie
- 2012: Śledztwo we dwoje (Associés contre le crime) jako Prudence Beresford
- 2012: Bowling jako Catherine
- 2011: Coup d'éclat jako Fabienne Bourrier, kapitan policji
- 2010: Le mystère jako Valérie
- 2010: Imogène McCarthery jako Imogène
- 2009: Łajdak (Le vilain) jako Maniette
- 2009: Szczęśliwe zakończenie (Les Derniers jours du monde) jako Ombeline
- 2008: Śledztwo na cztery ręce (Le crime est notre affaire) jako Prudence Beresford
- 2008: L'empreinte de l'ange jako Elsa Valentin
- 2007: L'affaire Christian Ranucci: Le combat d'une mère jako Héloïse Ranucci
- 2006: Odette Toulemonde jako Odette Toulemonde
- 2006: Le passager de l'été jako Monique
- 2006: Niewykorzystany dar (La Tourneuse de pages) jako Ariane
- 2005: Dom niespokojnej starości (Mon petit doigt m'a dit) jako Prudence Beresford
- 2005: Boudu jako Yseult
- 2004: Moja siostra i ja (Les soeurs fâchées) jako Louise Mollet
- 2004: Żmija w garści (Vipère au poing) jako Paule "Folcoche" Rézeau
- 2004: Je suis votre homme jako Agnès
- 2003: Siedem lat małżeństwa (7 ans de mariage) jako Audrey
- 2003: Kociak (Chouchou) jako Nicole Milovavovich, lekarz
- 2002: Nieśmiertelne dziecko (L'enfant éternel) jako Carole
- 2002: Po życiu (Apres la vie) jako Jeanne Coste
- 2002: Wspaniała para (Un Couple épatant) jako Jeanne
- 2002: Zbieg (Cavale) jako Jeanne Rivet
- 2001: Chaos jako Hélène
- 2001: Mercredi, folle journée! jako Sophie
- 1999: À vot' service jako Fanny (nowela "Europe Secours")
- 1999: Czarodziejska lalka (Dessine-moi un jouet) jako Antoinette Bomme
- 1999: Europe secours jako Catherine
- 1999: Inséparables jako Gisèle
- 1999: Dyletantka jako Pierrette Dumortier
- 1999: La nouvelle Ève jako Isabelle
- 1998: Il suffirait d'un pont
- 1998: Dormez, je le veux! jako Marie-Louise, żona
- 1998: Ça reste entre nous jako Hélène
- 1998: Paparazzi jako Evelyne Bordoni
- 1998: Kolacja dla palantów (Le dîner de cons) jako Marlène Sasseur
- 1997: Le dernier été jako Béatrice Bretty
- 1997: Quand j'étais p'tit jako Suzanne
- 1997: Un homme jako Gisèle
- 1996: W rodzinnym sosie (Un air de famille) jako Yolande
- 1995: Sa dernière lettre jako Cécile
- 1994: Une femme dans l'ennui
- 1994: Un été à l'envers jako Marie
- 1994: Nie mogę zasnąć (J'ai pas sommeil) jako Kobieta w bibliotece
- 1993: Ma petite Mimi jako Mimi
- 1993: Wiatr ze wschodu (Vent d'est) jako Martha Hubner
- 1992: Vieille canaille jako Marylin
- 1992: Juste avant l'orage jako Irène
- 1991: Sushi Sushi jako Bankier
- 1990: Sésame, ouvre-toi!
- 1990: Witajcie na pokładzie! (Bienvenue à bord!) jako Blondynka / Prostytutka
- 1990: Tom et Lola jako Catherine, żona Toma
- 1989: Chambre à part jako Babette
- 1989: Personne ne m'aime
- 1988: La face de l'ogre jako Marion
- 1987: La voix du désert
- 1987: Mnich i czarownica (Le Moine et la sorcière) jako Cécile
- 1986: L'inconnue de Vienne jako Juliette
- 1985: Mélodie pour un cafard
- 1985: Elsa, Elsa jako Juliette
- 1985: Klatka C (Escalier C) jako Béatrice
- 1984: Du sel sur la peau jako Charlotte
- 1984: Jacques le fataliste et son maître jako Sophie
- 1984: Les timides aventures d'un laveur de carreaux jako Jacqueline
- 1984: Les amis de monsieur Gazon jako Patricia
- 1983: Orphée jako Eurydice
- 1983: Une pierre dans la bouche jako Jacky
- 1982: La nuit du lac
- 1982: Les atours de l'oeil foudre
- 1982: Si je réponds pas, c'est que je suis mort
- 1982: Egmont jako Claire / Klare
- 1982: Guy de Maupassant jako Mouche
- 1982: La cerisaie jako Donniacha
- 1981: Les babas cool jako Véronique
- 1981: La ville noire jako Tonine
- 1981: Psychiatra (Psy) jako Babette
- 1980: Wujaszek z Ameryki (Mon oncle d'Amérique) jako Arlette w młodości
- 1980: Mont-Oriol jako Charlotte Oriol
- 1977: L'enlèvement du régent – Le chevalier d'Harmental jako Bathilde

Seriale telewizyjne
- 1998: Je vais t'apprendre la politesse jako Baronowa
- 1997: L'histoire du samedi jako Josy
- 1995: Cycle Simenon jako Anna
- 1992: Les cinq dernières minutes jako Jacqueline Cauvin
- 1991: Haute tension jako Fabienne
- 1987: L'heure Simenon jako Louise
- 1981-1982: Cinéma 16 jako Nathalie / Juliette
- 1981: Mon meilleur Noël jako Ciotka Claude
- 1975: Les compagnons d'Eleusis jako Ogrodniczka
- 1975: Les charmes de l'été jako Béatrice

## Nagrody
- Cezar
  - Najlepsza aktorka drugoplanowa: 1997 W rodzinnym sosie
  - Najlepsza aktorka: 2015 Niesamowita Marguerite